# Kalorimetrija
Kalorimetrija je merna metoda za određivanje količine toplote. Za razliku od merenja temperature (termometrije), kalorimetrija meri količinu toplotne energije koja se veže ili oslobađa pri nekom fizičkom ili hemijskom procesu. Metoda se temelji na promatranju učinaka koje toplota proizvodi: povišenje temperature materije dovođenjem toplote, promena fizičkog (agregatnog) stanja materije i pretvaranje hemijske, električne ili mehaničke energije u toplotu. Kalorimetrijska određivanja se primenjuju u mnogim granama nauke i tehnike; ona su bitna za razumevanje i tumačenje mnogih fizički i hemijskih procesa, a služe i za utvrđivanje toplotnog kapaciteta materije, energetske vrednosti goriva, hrane i drugo. Posebna je grana kalorimetrije biokalorimetrija koja uz pomoć biokalorimetra meri količinu toplote uključenu u biološke procese.

## Kalorimetri
Kalorimetri su merni instrumenti za merenje količine toplote. Glavne vrste kalorimetara su vodeni kalorimetar, ledeni kalorimetar, kalorimetar s bombom i Nernstov kalorimetar. Za posebne svrhe primenjuju se i drugi tipovi kalorimetara: strujni, kondenzacijski, isparni, adijabatski, diferencijalni. U novije doba težište je na razvoju instrumenata koji rade brzo, s vrlo malom količinom uzorka, a samo kalorimetriranje sve češće se primenjuje kao rutinska analitička metoda zajedno s diferencijalnom termičkom analizom i diferencijalnom termogravimetrijom.

### Vodeni kalorimetar
Najjednostavniji kalorimetar je vodeni kalorimetar: sastoji se od toplotno izolovane posude s određenom količinom vode, mešalicom i termometrom. Količina toplote koja se s nekog tela prenosi na vodu, izračuna se iz podataka o masi vode i povišenju njezine temperature.

### Ledeni kalorimetar
U ledenom kalorimetru (Robert Bunzen, 1870) dovedena toplota se troši na otapanje leda i izračunava se iz promene zapremine (volumena) smese leda i vode.

### Kalorimetar s bombom
Kalorimetar s bombom (Marselin Bertelo, 1877) služi za određivanje toplotne vrednosti goriva i hrane. Sastoji se od hermetički zatvorene čelične komore (bombe) uronjene u vodu; izmerena količina materije koja se ispituje spali se u bombi pod visokim pritiskom u prisustvu kiseonika ili Natrijum peroksida, a razvijena toplota se izračuna iz izmerenog povišenja temperature vode i toplotnog kapaciteta bombe.

### Nernstov kalorimetar
U Nernstovu kalorimetru (Valter Nernst), koji je prikladan za merenja pri niskim temperaturama, voda je zamenjena metalnim blokom (obično od bakra), a temperatura se meri termoelementima.

## Toplotna vrednost hrane
Toplotna vrednost hrane može se utvrditi i oksidimetrijskom analizom, tj. određivanjem količine kiseonika potrebne za oksidaciju hrane (titracijom s oksidansima, npr. kalijum jodatom, kalijum dikromatom); druga se metoda sastoji u hemijskom određivanju belančevina, masti i ugljenih hidrata u hrani i množenju dobivenih rezultata s odgovarajućim toplotnim (kaloričnim) koeficijentima.

## Literatura
- Adkins, C.J. (1975). Equilibrium Thermodynamics, second edition, McGraw-Hill, London,  0-07-084057-1.
- Bailyn, M. (1994). A Survey of Thermodynamics, American Institute of Physics, New York,  0-88318-797-3.
- Bryan, G.H. (1907). Thermodynamics. An Introductory Treatise dealing mainly with First Principles and their Direct Applications, B.G. Tuebner, Leipzig.
- Callen, H.B. (1960/1985). Thermodynamics and an Introduction to Thermostatistics, second edition, Wiley, New York,  981-253-185-8.
- Crawford, F.H. (1963). Heat, Thermodynamics, and Statistical Physics, Rupert Hart-Davis, London, Harcourt, Brace, & World.
- Guggenheim, E.A. (1949/1967). Thermodynamics. An Advanced Treatment for Chemists and Physicists, North-Holland, Amsterdam.
- Iribarne, J.V., Godson, W.L. (1973/1981), Atmospheric Thermodynamics, second edition, D. Reidel, Kluwer Academic Publishers, Dordrecht,  90-277-1296-4.
- Kondepudi, D. (2008). Introduction to Modern Thermodynamics, Wiley, Chichester,  978-0-470-01598-8.
- Landsberg, P.T. (1978). Thermodynamics and Statistical Mechanics, Oxford University Press, Oxford,  0-19-851142-6.
- Lewis, G.N., Randall, M. (1923/1961). Thermodynamics, second edition revised by K.S Pitzer, L. Brewer, McGraw-Hill, New York.
- Maxwell, J.C. (1872). Theory of Heat, third edition, Longmans, Green, and Co., London.
- Partington, J.R. (1949). An Advanced Treatise on Physical Chemistry, Volume 1, Fundamental Principles. The Properties of Gases, Longmans, Green, and Co., London.
- Planck, M. (1923/1926). Treatise on Thermodynamics, third English edition translated by A. Ogg from the seventh German edition, Longmans, Green & Co., London.
- Truesdell, C., Bharatha, S. (1977). The Concepts and Logic of Classical Thermodynamics as a Theory of Heat Engines, Rigorously Constructed upon the Foundation Laid by S. Carnot and F. Reech, Springer, New York,  0-387-07971-8.